# Aleksander Cichoń
Aleksander Jan Cichoń (ur. 9 grudnia 1958 w Rzeszowie) – polski zapaśnik, walczący w stylu wolnym, olimpijczyk. Zawodnik Stali Rzeszów.
Brązowy medalista Igrzysk Olimpijskich w Moskwie 1980 (waga półciężka do 90 kg). Na Mistrzostwach Europy w 1980 w Prievidzy zajął 5. miejsce.
Od 1981 w RFN uzyskał obywatelstwo niemieckie. Reprezentant tego państwa na Mistrzostwach Europy w 1984 w Jönköping (4. miejsce). Sześciokrotny mistrz RFN.
Po zakończeniu kariery sportowej został trenerem. W 1987 roku jego grupa juniorów (KSV Aalen) została mistrzem RFN. W 1988 roku wyjechał (z żoną i synem Alexem Jr.) do Wielkiej Brytanii. Od 1989 do 1994 był pierwszym trenerem kadry narodowej tego państwa. Uważany za najlepszego trenera Wielkiej Brytanii (przez zawodników i trenerów). W 1997 rozwiedziony, od tej pory mieszka z synem Alexandrem Jr. Mieszka zarówno w Rzeszowie i Londynie gdzie pracuje dla amerykańskiej firmy. Nigdy nie zrzekł się polskiego obywatelstwa.